# 그레이트 벅 하워드
그레이트 벅 하워드(The Great Buck Howard)는 미국에서 제작된 숀 맥긴리 감독의 2008년 코미디 영화이다. 존 말코비치 등이 주연으로 출연하였고 톰 행크스 등이 제작에 참여하였다.

## 출연

### 주연
- 존 말코비치
- 콜린 행크스

### 조연
- 에밀리 블런트
- 리키 제이
- 그리핀 던
- 스티브 잔
- 톰 행크스

## 제작진
- 공동제작: 긴거 슬레이지
- 미술: 게리 프루트코프
- 세트: 린다 리 슈튼
- 의상: 조넷 분
- 배역: 진 맥칼디